# Costas Menegakis
Costas Menegakis, né le 12 janvier 1959 à Montréal au Québec, est un homme d'affaires et homme politique canadien. Il représente la circonscription de Richmond Hill à la Chambre des communes du Canada entre 2011 et 2015 sous la bannière du Parti conservateur du Canada. Il fait un retour en politique après son élection dans Aurora—Oak Ridges—Richmond Hill en 2025.
Candidat dans Aurora—Oak Ridges—Richmond Hill en 2015, il est battu par Leona Alleslev. De nouveau candidat dans Richmond Hill en 2019 et 2021, il est chaque fois battu par Majid Jowhari